# America-Klasse (2014)
Die America-Klasse ist eine Klasse amphibischer Angriffsschiffe der United States Navy. Die Klasse wurde unter dem Beschaffungsprogramm LHA-6 geplant, im Juni 2008 gab Secretary of the Navy Donald C. Winter den Namen der ersten Einheit bekannt, USS America (LHA-6). Die Schiffe ersetzen die Einheiten der Tarawa-Klasse.

## Geschichte
Die Schiffe der America-Klasse wurden ab 2001 geplant. Eine weitere Service Life Extension der Tarawas, die ihre Lebensdauer von bis zu 35 Jahren weiter verlängerte, schien nicht opportun, da das United States Marine Corps und die Navy neue Luftfahrzeuge beschaffen, die nur unter Schwierigkeiten von den Tarawas aus eingesetzt werden können. Daher untersuchte die Navy die Möglichkeiten, entweder eine Abwandlung der Wasp-Klasse zu bauen oder einen komplett neuen Entwurf zu entwickeln. Letztlich entschied man sich, die America-Klasse als modifizierte Version der letzten Wasp, der Makin Island, zu fertigen.
2005 erhielt Northrop Grummans Werft Ingalls Shipbuilding einen Vertrag für erste Planungen und Materialbeschaffung im Wert von 110 Millionen Dollar, der bei Wahrnehmung aller Optionen auf bis zu 265 Millionen Dollar steigt. 2008 sollte die America auf Kiel gelegt werden, jedoch blieben erhebliche Verzögerungen beim Bau der Makin Island auch für die neue Klasse nicht ohne Folgen. So konnte LHA-6 erst am 17. Juli 2009 auf Kiel gelegt werden. Die für 2012 veranschlagte Indienststellung verzögerte sich, so dass die America erst am 10. April 2014 an die US Navy übergeben wurde. Die Indienststellung fand am 11. Oktober 2014 in San Francisco statt.

## Technik
Die Schiffe sind 257 Meter lang und 32 Meter breit, die Verdrängung beträgt rund 44.971 ts. Im Gegensatz zu ihren Vorgängern sollte die Klasse ursprünglich kein Welldeck zum Transport von Landungsfahrzeugen mehr besitzen, sondern vollständig auf den Lufttransport ausgerichtet sein. Der Schwerpunkt sollte hierbei auf den Drehrotorflugzeugen Bell-Boeing MV-22B Osprey sowie den Kampfflugzeugen aus dem Joint-Strike-Fighter-Programm (Lockheed Martin F-35B Lightning II) liegen. Aus diesem Grund wurde die Klasse verschiedentlich als Wiederbelebung der Geleitflugzeugträger gesehen. Eine typische Zusammensetzung der Flugzeuge und Hubschrauber für die America sind (voraussichtlich): zwölf V-22 Ospreys, acht AH-1Z Viper / AH-1W Super Cobra, zehn F-35Bs, vier Sikorsky CH-53K King Stallion und vier MH-60S Naval Hawk.
Im März 2011 wurde bekannt, dass die Klasse nunmehr doch ein achterliches Welldeck für die Aufnahme von Landungsfahrzeugen erhält. Die Räumlichkeiten zur Unterstützung des Flugbetriebes verkleinerten sich hierdurch, wobei diese durch weitere Designänderungen, wie zum Beispiel im Bereich der Insel, verringert wurden. Für die beiden ersten Einheiten, die das erste Baulos (Flight 0) bilden, kam diese Kehrtwendung jedoch zu spät, sie wurden ohne Welldeck gebaut. Dieses erhalten erst die zunächst geplanten drei Schiffe des Folgeloses (Flight 1).

## Einheiten
| Name                 | Kennung  | Bauwerft                         | Kiellegung         | Stapellauf      | Indienststellung                     | Status   | Heimathafen | Anmerkung | Quelle            |
| Flight 0             | Flight 0 | Flight 0                         | Flight 0           | Flight 0        | Flight 0                             | Flight 0 | Flight 0    | Flight 0  | Flight 0          |
| -------------------- | -------- | -------------------------------- | ------------------ | --------------- | ------------------------------------ | -------- | ----------- | --------- | ----------------- |
| USS America          | LHA-6    | Ingalls Shipbuilding, Pascagoula | 17. Juli 2009      | 4. Juni 2012    | 11. Oktober 2014                     | Aktiv    | Sasebo      | –         | [ 2 ]             |
| USS Tripoli          | LHA-7    | Ingalls Shipbuilding, Pascagoula | 20. Juni 2014      | 1. Mai 2017     | 15. Juli 2020                        | Aktiv    | San Diego   | –         | [ 3 ]             |
| Flight 1             |          |                                  |                    |                 |                                      |          |             |           |                   |
| USS Bougainville     | LHA-8    | Ingalls Shipbuilding, Pascagoula | 14. März 2019      | 9. Oktober 2023 | geplant Haushaltsjahr 2024[veraltet] | im Bau   | –           | –         | [ 4 ] [ 5 ] [ 6 ] |
| USS Fallujah         | LHA-9    | Ingalls Shipbuilding, Pascagoula | 20. September 2023 | –               | –                                    | im Bau   | –           | –         | [ 6 ]             |
| USS Helmand Province | LHA-10   | Ingalls Shipbuilding, Pascagoula | –                  | –               | geplant                              | –        | –           | –         | [ 6 ] [ 7 ] [ 8 ] |